# 和田淑弘
和田 淑弘（わだ よしひろ、1931年9月13日 - 2015年4月7日）は日本の実業家。マツダ社長や日本自動車工業会副会長、中国経済連合会副会長等を務めた。コロンビア共和国国家功労大十字勲章。

## 来歴・人物
島根県出身。1955年一橋大学商学部を卒業し、住友銀行（のちの三井住友銀行）入行。審査畑を歩む。住友銀行取締役を経て、1983年、東洋工業（のちのマツダ）顧問就任。専務を経て、1985年マツダ副社長。なお、和田が副社長を務めていた際、和田の役員秘書を務めていた岸田裕子は、内閣総理大臣夫人である。
1991年に社長に就任、原価低減活動を推進するとともに、フォード・モーターとの提携強化を進めた。またボンゴフレンディを発売、カペラセダンを復活させた。
1992年中国経済連合会副会長。1994年コロンビア共和国国家功労大十字勲章受章。1996年マツダ会長、1997年取締役相談役、1998年退任。
2015年4月7日、心不全のため死去。83歳没。
趣味は囲碁、ゴルフ。

## 略歴
- 1931年 島根県邇摩郡湯里村（のちの同郡温泉津町、現在の大田市）生まれ
- 1955年 一橋大学商学部卒業、住友銀行（のちの三井住友銀行）入行
- 1982年 住友銀行取締役神戸支店長
- 1985年 マツダ代表取締役副社長
- 1991年 マツダ代表取締役社長
- 1996年 マツダ代表取締役会長
- 1997年 マツダ取締役相談役
- 1998年 退任